# Adolf Pott
Karl Adolf Pott (* 27. Mai 1906 in Kamen; † 10. Oktober 1943) war ein preußischer Landrat. 
Pott wirkte seit 1937 als Landrat im Landkreis Oststernberg, Provinz Brandenburg. 1939 wurde Pott kurzzeitig als Landkommissar im Landkreis Sochaczew des Generalgouvernements, Distrikt Warschau eingesetzt. 1942 wurde er Nachfolger des nach Breslau versetzten Günter Riesen Landrat des Landkreises Merseburg im Regierungsbezirk Merseburg der preußischen Provinz Sachsen. Dieses Amt hatte er bis 1943 inne.